# Szklana tarcza
Szklana tarcza (The Glass Shield) – amerykański dramat z 1994 roku w reżyserii Charlesa Burnetta. W rolach głównych wystąpili Elliott Gould, M. Emmet Walsh czy Michael Ironside.

## Fabuła
J. J. (Michael Boatman) dopiero zaczyna karierę policjanta. Jest pierwszym czarnoskórym oficerem pracującym w biurze szeryfa. Szybko się przekonuje, że świat jego zwykłych wrogów to nie tylko zorganizowane podziemie, handlarze bronią i narkotykami, ale również koledzy w pracy. W obronie swej godności stróża prawa wypowiada wojnę. Pomaga mu jedyna w służbie kobieta (Lori Petty).

## Obsada
- Richard Anderson jako Massey
- Michael Ironside jako Baker
- Lori Petty jako Deborah
- Michael Boatman jako J. J.
- Elliott Gould jako Greenspan
- Don Harvey jako Bono
- M. Emmet Walsh jako Hal
- Jim Fitzpatrick jako Jim Ryan
- Ice Cube jako Teddy Woods